# КАМАЗ-5320
КАМАЗ-5320 — советский и российский трёхосный бортовой крупнотоннажный грузовой автомобиль семейства первого поколения с колёсной формулой 6 × 4, выпускавшийся Камским автомобильным заводом (КАМАЗ) с 1976 по 2001 годы (производство в КНДР, возможно, продолжается). Стал первой по счёту моделью автомобиля под маркой КАМАЗ. Предназначен в том числе и для постоянной работы автопоездом с прицепом. Кузов — металлическая платформа с открывающимися боковыми и задним бортами и тентом. Кабина — трёхместная, цельнометаллическая, откидывающаяся вперёд, оборудована местами крепления ремней безопасности. Основной прицеп — ГКБ-8350 того же типоразмера.

## История создания
Прототип будущего КАМАЗ-5320 разрабатывался на ЗИЛе и назывался ЗИЛ-170. Первый ЗИЛ-170 построен в 1968 году. На нём стоял двигатель Ярославского моторного завода (ЯМЗ). Уже в мае 1969 года первый опытный образец автомобиля ЗИЛ-170 прошёл первые испытания на участке Углич — Рыбинск.
С принятием постановления ЦК КПСС и Совета Министров СССР «о строительстве комплекса заводов по производству большегрузных автомобилей в Набережных Челнах» было принято решение перенести дальнейшую разработку и последующую сборку ЗИЛ-170 на КАМАЗ. Тогда же название машины поменяли на КАМАЗ-5320. Первый опытный КАМАЗ-5320 сошёл с конвейера в 1974 году. В 1975 году на заводе началось производство и двигателей КАМАЗ-740.
Первые серийные КАМАЗы сошли с конвейера 16 февраля 1976 года. По традиции тех лет грузовики из первой партии украсили лозунгом «Наш подарок XXV съезду КПСС».
На базе КАМАЗ-5320 созданы седельный тягач КАМАЗ-5410, самосвал КАМАЗ-5511, удлинённый бортовой грузовик КАМАЗ-53212, шасси КАМАЗ-53213, а также семейство двухосных аналогов (удлинённый КАМАЗ-5325 и базовый КАМАЗ-4325 бортовые, самосвал КАМАЗ-43255, седельный тягач КАМАЗ-4410). Производство первых двух моделей семейства 5320 началось в 1977 году, остальных — позже. Все модели этого семейства имели схожую конструкцию и во многом унифицированы.

## Конструкция автомобиля КАМАЗ-5320
Общая компоновка КАМАЗ-5320 характерна для грузовых автомобилей того времени. Трёхместная кабина автомобиля располагается над двигателем и при помощи торсионного механизма откидывается вперёд, открывая доступ к двигателю. Двигатель, сцепление и коробка передач образуют единый силовой агрегат, установленный на передних, задних и поддерживающей опорах.

### Двигатель и трансмиссия
На КАМАЗ-5320 устанавливались четырёхтактные V-образные восьмицилиндровые дизели КАМАЗ-740.10 объемом 10 850 см³ мощностью 210 л. с., при максимальном числе оборотов 2600 в минуту. На дизелях КАМАЗ-740 применены конструктивные решения, которые на тот момент были новы для отечественного автомобилестроения или ещё не находили широкого применения, например, азотированный коленчатый вал или полнопоточная система фильтрации масла с центрифугой. Автоматический контроль за правильностью работы системы охлаждения осуществляют гидромуфта в приводе вентилятора и два термостата. Система охлаждения сделана закрытой и рассчитана на постоянное использование охлаждающей жидкости «Тосол». Введена система очистки воздуха с фильтром сухого типа и автоматическим отсосом пыли из фильтра посредством эжектора, действующего за счёт энергии отработавших газов. Среди других новшеств можно отметить коллоидно-графитовое покрытие юбок поршней, съёмные металло-керамические направляющие втулки для клапанов, молибденовое покрытие нижнего поршневого кольца, активно-реактивный глушитель шума выпуска. Пожар 14 апреля 1993 года разрушил Завод двигателей КАМАЗ, из-за чего выпуск двигателей КАМАЗ-740 был временно прекращён. В связи с этим до момента восстановления работы завода в декабре 1993 года на автомобили семейства КАМАЗ устанавливались дизельные двигатели Ярославского моторного завода ЯМЗ-238М2 мощностью 240 л. с.
В силовых агрегатах КАМАЗ-5320 использованы двухдисковые сцепления. В гидравлическом приводе механизма управления сцеплением имеется пневмоусилитель, облегчающий пользование педалью. Коробка передач — пятиступенчатая, синхронизированная на второй, третьей, четвёртой и пятой передачах. Управление коробкой — дистанционное, с механическим приводом. Особенность трансмиссии тягача КАМАЗ — делитель (мультипликатор) — дополнительная двухступенчатая коробка передач, установленная после сцепления перед основной коробкой. Одна передача делителя сделана прямой, а вторая — повышающей. В делителе передачи переключаются посредством пневматического привода.
Карданная передача — открытого типа, состоит из двух трубчатых валов. Карданные шарниры на игольчатых подшипниках с постоянным запасом смазки.
Главная передача ведущих мостов сделана двойной: пара конических шестерён со спиральными зубьями и пара цилиндрических косозубых шестерён. В среднем мосте установлен блокируемый симметричный межосевой дифференциал.

### Подвеска
Рессоры передней подвески (полуэллиптические, со скользящими задними концами) работают совместно с гидравлическими телескопическими амортизаторами двойного действия. Задняя подвеска — балансирного типа. Её рессоры тоже полуэллиптические, со скользящими передними и задними концами. Листы рессор имеют Т-образное сечение.

### Колёса и шины
Автомобиль оснащался бездисковыми колёсами со съёмными бортовыми и замочными кольцами. Шины — радиального типа, 12-слойные, размером 260—508Р (9,00-20), обычно — с универсальным рисунком протектора.

### Тормоза
КАМАЗ-5320 снабжён несколькими системами тормозов: рабочей, стояночной, вспомогательной и запасной. Тормозные механизмы всех колёс — барабанного типа, с двумя колодками. Привод рабочего тормоза — пневматический, двухконтурный, с раздельным действием для колёс передней оси и колёс задней тележки. На стоянке автомобиль удерживается тормозными механизмами колёс задней тележки, которые в этом случае приводятся в действие от пружинных энергоаккумуляторов. Механизмы вспомогательного тормоза установлены в приёмных трубах глушителя. Их действие основано на создании противодавления в системе выпуска газов посредством заслонок, перекрывающих проходные сечения. При аварийном отказе одной из основных систем автомобиль можно остановить запасным стояночным тормозом. Рабочими тормозами водитель управляет, нажимая на педаль, связанную рычагами и тягами с двухсекционным тормозным краном. Справа от сиденья водителя расположен кран с рукояткой стояночного тормоза. Запасная система включается вместе со стояночной, а вспомогательная — при помощи кнопочного включателя, расположенного на полу кабины под рулевой колонкой.

### Рулевое управление
Рулевое управление включает в себя гидроусилитель, объединённый с рулевым механизмом.

### Прицепное устройство
В задней части рамы находится буксирное приспособление с двусторонней амортизацией. Оно рассчитано на постоянную работу с прицепом общим весом до 11,5 тонн.

## Технические характеристики
- Колёсная формула — 6 × 4
- Габаритные размеры
  - Длина, м — 8,395
  - Ширина, м — 2,500
  - Высота, м — 2,830
  - База задней тележки, м — 1,320
  - Колея передних колёс, м — 2,010
  - Колея задних колёс, м — 1,850
  - Наименьший дорожный просвет, см — 34,5
  - Погрузочная высота, м — 1,370
- Весовые параметры и нагрузки, а/м
  - Снаряжённая масса а/м, кг — 7080
  - Грузоподъёмность а/м, кг — 8000
  - Максимальная масса буксируемого прицепа, кг — 11500
  - Полная масса, кг — 15 305/ автопоезда кг - 26805
- Двигатель
  - Модель — КАМАЗ-740.10
  - Тип — дизельный атмосферный
  - Мощность, л. с. — 210 или 180
  - Расположение и число цилиндров — V-образное, 8
  - Рабочий объём, л — 10,85
  - Объём системы смазки, л – 28
- Коробка передач
  - Тип — механическая пятиступенчатая с двухступенчатым делителем (5*2)
  - Сцепление — сухое двухдисковое
- Кабина
  - Тип — расположенная над двигателем.
  - Исполнение — без спального места
- Колеса и шины
  - Тип колёс — бездисковые
  - Тип шин — пневматические, камерные
  - Размер шин — 9.00R20 (260R508)
  - Рисунки протектора - Ромб и Гусиная лапка.
- Платформа
  - Платформа бортовая, с металлическими откидными бортами
  - Внутренние размеры, мм — 5200х2320
- Общие характеристики
  - Максимальная скорость, км/ч — 80-100
  - Средний расход топлива для автопоезда, л/100 км — 35
  - Запас топлива, л — 170
  - Угол преодолеваемого подъёма, не более, % — 30
  - Внешний габаритный радиус поворота, м — 9,3
  - Тормозной путь для автопоезда с полной нагрузкой со скорости 40 км/ч, м — 21

## В игровой и сувенирной индустрии

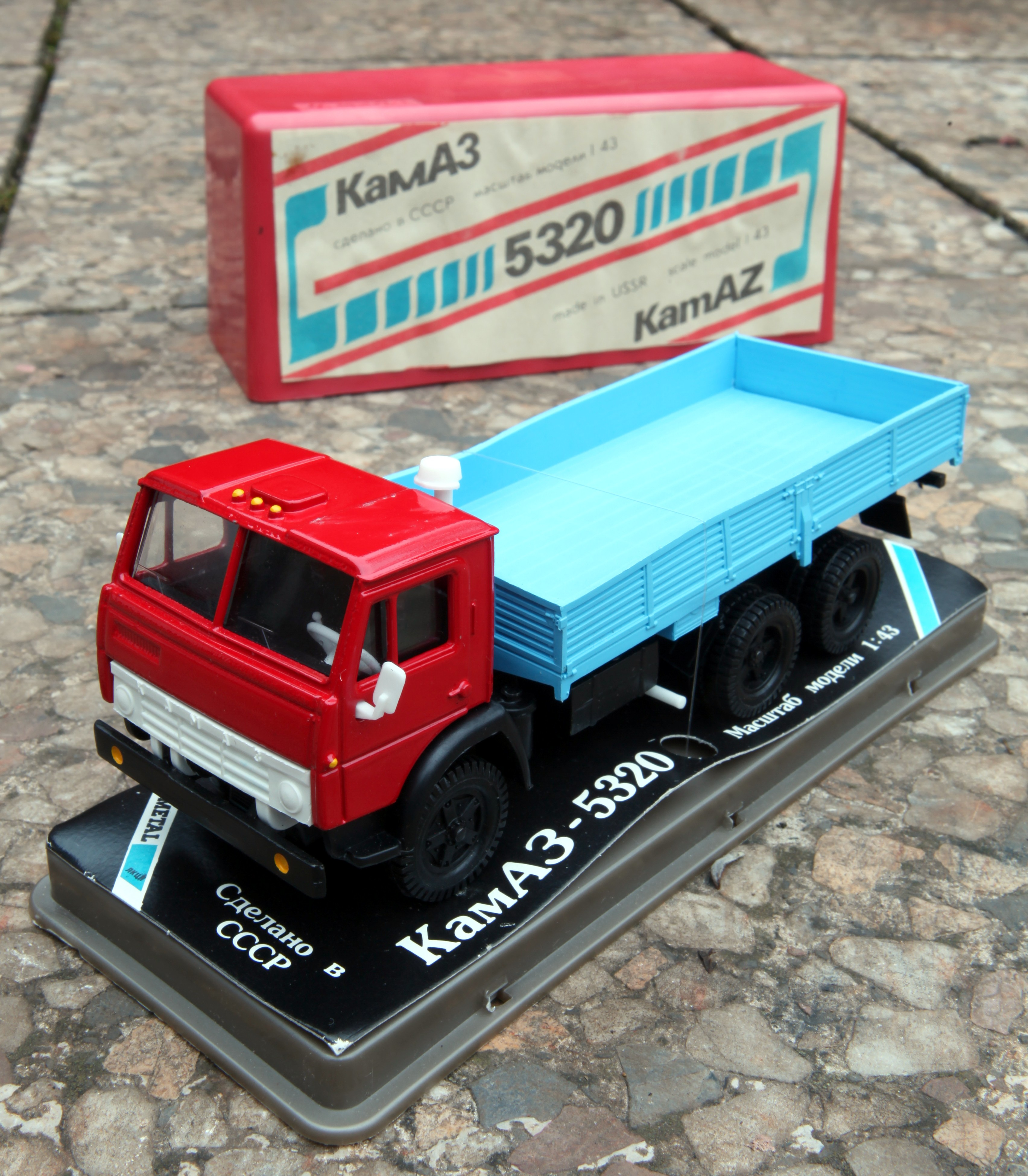
Советская модель 1:43 автомобиля КАМАЗ-5320

Казанским объединением «Элекон» (раннее — «Арек») и китайской фирмой «Технопарк» выпускаются масштабные модели КАМАЗ-5320 в масштабе 1:43. Модели изготавливаются из металла и белого пластика. Также, КАМАЗ-5320 (в различных исполнениях) присутствует в компьютерной игре Workers & Resources: Soviet Republic.

## КАМАЗ-53208
КАМАЗ-53208 — советский и российский крупнотоннажный грузовой автомобиль, разработанный на базе КАМАЗ-5320, от которого отличается наличием газодизельного двигателя. Производство серийной модели начато в 1987 году в Набережных Челнах — впервые в мире началось серийное производство газодизельной автотехники.

### Технические характеристики
Двигатель — газодизельный, КАМАЗ-7409.10
Коробка передач — механическая 10-ступенчатая
Сцепление — фрикционное, сухое, двухдисковое
Максимальная скорость — не менее 90 км/ч
Колеса — бездисковые (7-20)
Шины — 9-20 Р
Платформа с откидными металлическими боковыми и задним бортами, настил пола деревянный.

## КАМАЗ-55102
КАМАЗ-55102 — советский и российский крупнотоннажный грузовой автомобиль-самосвал и шасси для сельскохозяйственных автомобилей производства Камского автомобильного завода.

### Описание
Серийное производство КАМАЗ-55102 стартовало в 1980 году. За основу были взяты автомобили КАМАЗ-5320 и КАМАЗ-5511. Двигатель и трансмиссия у автомобиля — собственного производства. Изначально мощность двигателя составляла 210 л. с., позднее её увеличили до 240 л. с.
Принципиальное отличие от КАМАЗ-5511 — кузов, поднимаемый влево или вправо. Грузовая платформа — прямоугольная, с плоским дном. Кузов вмещает в себя 7 тонн груза. Всё это позволяет автомобилю эксплуатироваться в сельском хозяйстве.
Производство автомобиля КАМАЗ-55102 было заморожено в 2014 году, на смену пришёл автомобиль КАМАЗ-45143.

### Изображения

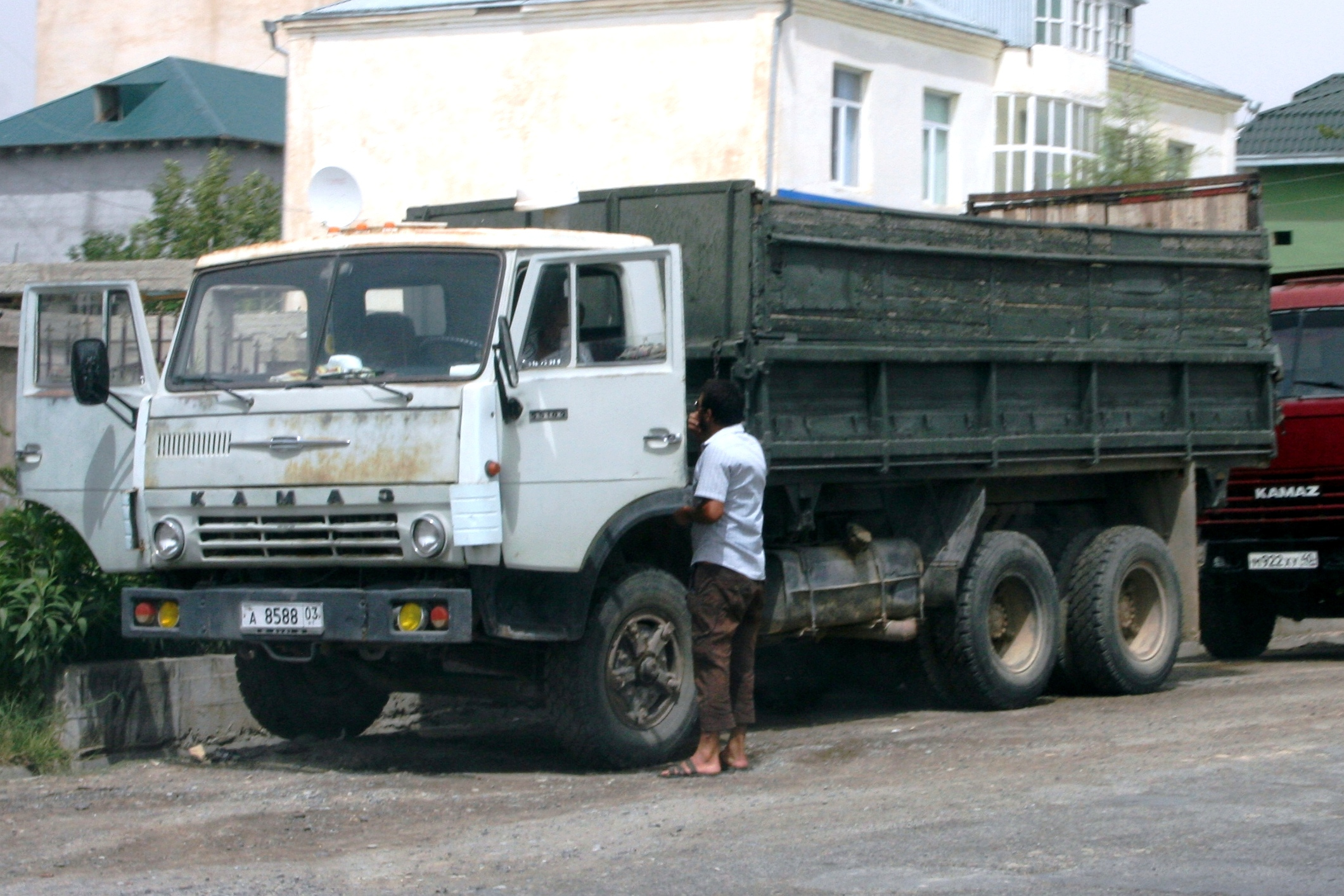
КАМАЗ-55102 в Таджикистане
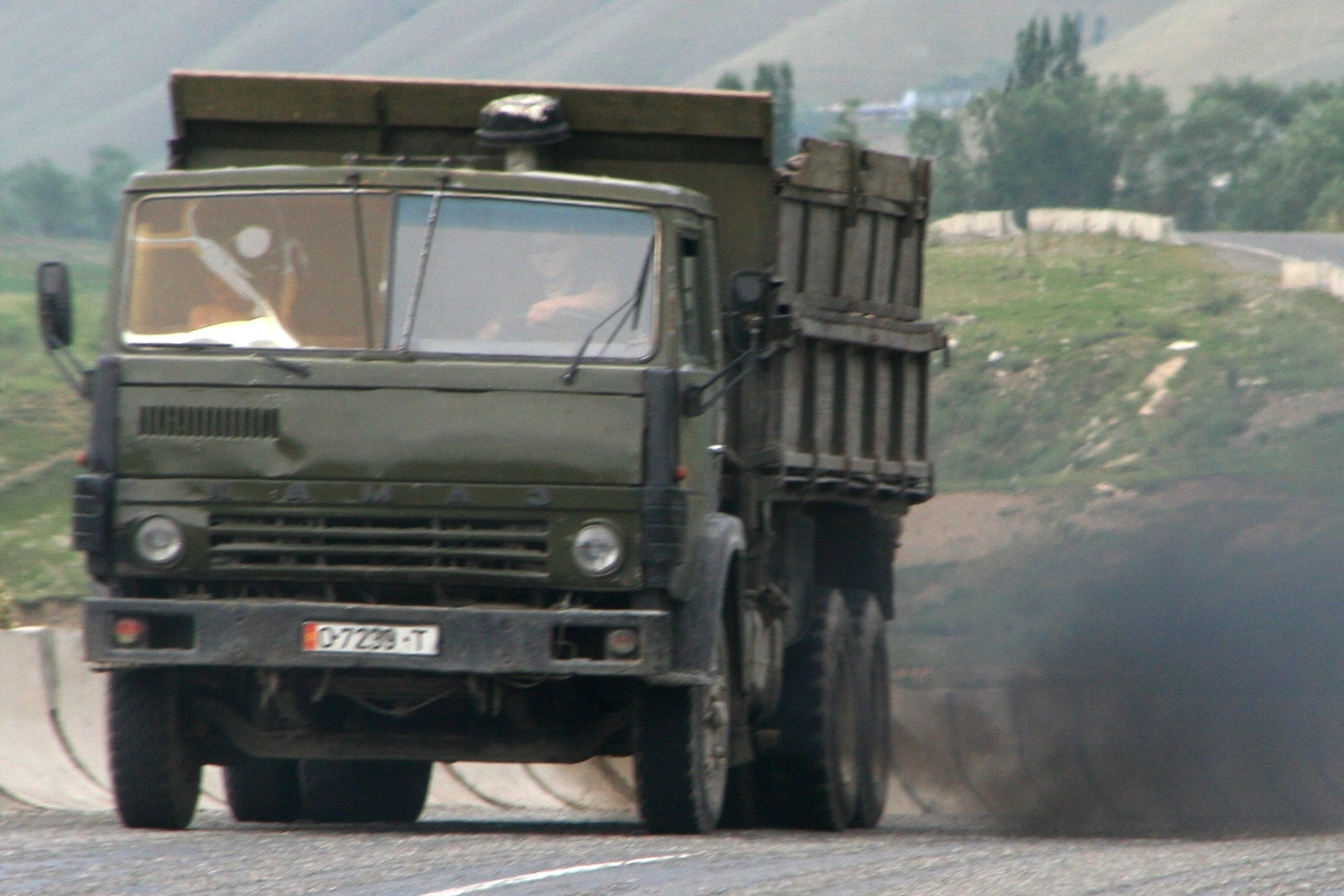
КАМАЗ-55102 в Киргизии
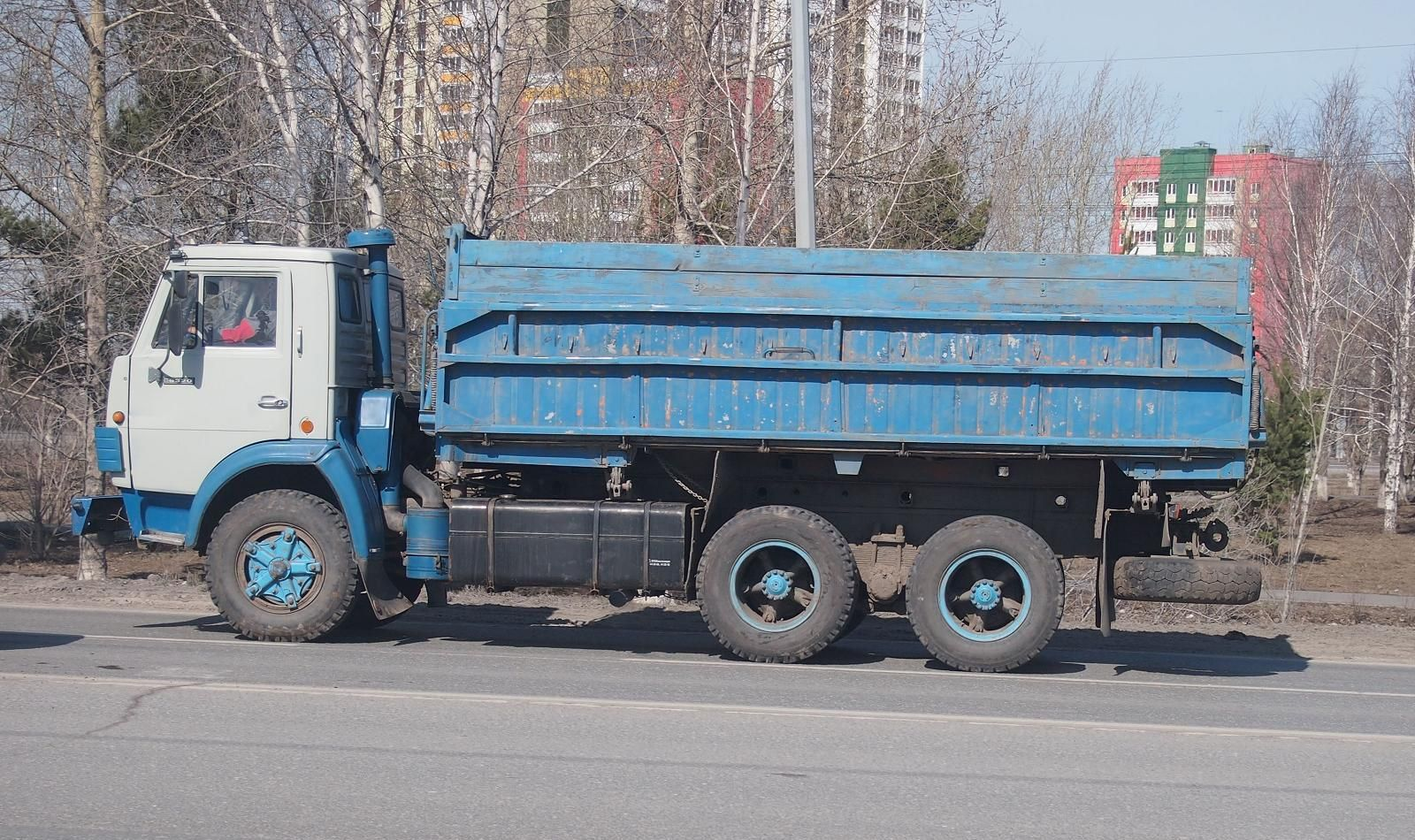
КАМАЗ-55102 в России, Тюмень